# Annie Goetzinger
Annie Goetzinger (París, 18 d'agost de 1951 - 20 de desembre de 2017) va ser una dibuixant de còmic francesa.
Des de mitjans de la dècada de 1970 fins a la seva mort el 2017, va treballar en novel·les gràfiques guardonades, així com en il·lustracions de premsa per a diaris com La Croix i Le Monde. Va tenir una llarga i estable relació amb l'editorial de còmics Dargaud.
Gràficament, va ser coneguda per la seva atenció i recerca del detall, per una vestimenta acuradament elaborada i un estil influït pel Modernisme. El seu bagatge prové del dibuix de moda i també s'aprecia en el seu treball el disseny de roba. El 2016 fou escollida per il·lustrar un resum de la Setmana de la Moda de Nova York per a la revista New York.
Els seus primers treballs eren il·lustracions d'historietes curtes publicades en revistes de còmic franceses com Pilote, Charlie Mensuel i Fluide Glacial. La primera novel·la gràfica de Goetzinger, titulada Casque d'O, va guanyar dos premis en 1977 al Festival del Còmic d'Angulema.
Molts dels seus treballs inclouen protagonistes femenines de fort caràcter. Per exemple, Aurore, publicat el 1978 amb un text escrit per Adela Turin, explica la història de la novel·lista francesa Amantine, més coneguda pel seu pseudònim George Sand. El 2015, la novel·la gràfica de Goetzinger Girl in Dior, el primer dels seus treballs publicats en anglès, explica la història d'una periodista anomenada Clara, que està informant sobre l'espectacle de Christian Dior de 1947.
En una entrevista a 2015, Goetzinger va dir: "Quan vaig començar, no sabia que hi havia tan poques noies fent còmics... No m'importava; sempre m'havia sentit com una inconformista".
A més d'escriure la història i el text de les seves pròpies novel·les gràfiques, col·laborava freqüentment amb altres autors. Va treballar amb l'autor francès Pierre Christin des de principis dels anys 1980 i amb l'autor català Víctor Mora, entre d'altres.